# 安宅船

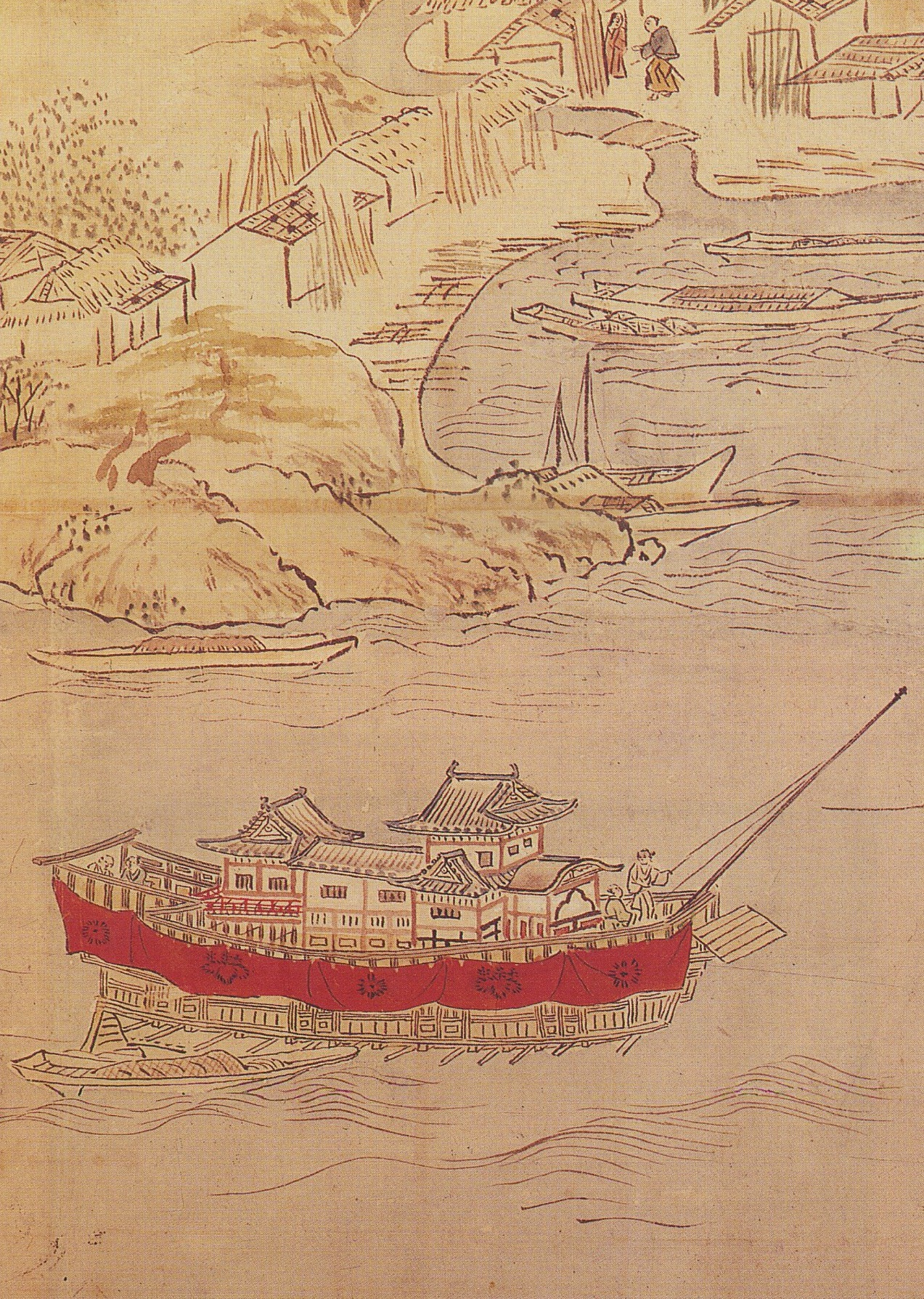
『肥前名護屋城図屏風』に描かれている安宅船（佐賀県立博物館蔵）

安宅船（あたけぶね）は、室町時代の後期から江戸時代初期にかけて日本で用いられた軍船の種別である。
巨体で重厚な武装を施しており、戦闘時には数十人の漕ぎ手によって推進されることから小回りがきき、またその巨体には数十人から百数十人の戦闘員が乗り組むことができた。室町時代後期以降の日本の水軍の艦船には、安宅船のほか、中型で快速の関船と関船をさらに軽快にした小早があり、安宅船は基本的に水軍の旗艦として運用され、戦力としての主力は関船であった。
近代艦種でいえば、安宅船が戦艦に相当し、関船が巡洋艦、小早は駆逐艦に喩えられるともされるが、安宅船・関船・小早の用途としての分担は、戦艦・巡洋艦・駆逐艦のそれとは異なるため、あくまで船体の大きさによる連想であり、比喩としては適切ではない。

## 名称
史料上に安宅船の名が現われるのは16世紀中期である。河野氏配下の伊予、すなわち当時の水軍先進地域である瀬戸内海西部において初出が確認できる。当初は「阿武」ないし仮名書きで、16世紀末に「安宅」となった。
「安宅船」と呼ばれるようになった由来は定かではない。江戸時代の説には「敵の大筒もいとわず、安く住居なる意」だとするものや、『孟子』の「仁者之人之安宅也」とか「暴れ回る」という意味の「あたける」という言葉が由来だとするものがある。明治以降のものには紀州の安宅（ただし、この読みは「アタギ」）説や、志摩の阿竹氏説がある。

## 構造
安宅船は、遣明船でも使われた二形船（ふたなりぶね）や伊勢船（いせぶね）などの大型和船を軍用に艤装したもので、小さいものでは500石積から、大きいもので1000石積以上の規模を誇った。
いずれも船首上面が角ばった形状をしており、矢倉と呼ばれる甲板状の上部構造物も方形の箱造りとなっているのが特徴である。上部構造物は船体の全長近くに及ぶため、総矢倉と呼ばれる。この形状によって確保した広い艦上に、木製の楯板を舷側と艦首・艦尾に前後左右の方形に張って矢玉から乗員を保護した。もともと速度の出ない大型船であるため船速は犠牲にされ、楯板は厚く張られて重厚な防備とした。楯板には狭間（はざま）と呼ばれる銃眼が設けられ、隙間から弓や鉄砲によって敵船を攻撃した。移乗攻撃を行うため、敵船との接舷時には楯板が外れて前に倒れ、橋渡しとできるようになっていた。楯板で囲われた総矢倉のさらに上部には屋形が重なり、外見の上でも城郭施設に似ている。特に大きな安宅船には二層から四層の楼閣があげられていた。その構造と重厚さから、安宅船はしばしば海上の城にたとえられる。
当時の和船に共通する船体構造として、板材を縫い釘とかすがいによって繋いで建造されており、西洋や中国の船のように骨格としての竜骨はない。軽量な構造船であるが、同構造の諸船種と同様に衝突や座礁等の衝撃で水密が低下し漏水に弱いという弱点もある。これは軍用船としては、体当たり攻撃が不可能である事を意味し、大きな欠点となった。また西洋の航洋船と違い、国内での沿岸戦闘を目的とするため、外洋に出る能力は限定的だった。
推進には帆も用いたが、戦闘時にはマストを倒して、艪だけで航行した。艪の数は少ないもので50挺ほどから多いもので150挺以上に及び、50人から200人くらいの漕ぎ手が乗った。大安宅では2人漕ぎの大艪を用いる場合もあった。戦闘員は漕ぎ手と別に乗り組み、やはり数十人から数百人にのぼる。
後期に入ると大型化と重武装化がいっそう進み、特に火器を使った戦闘に対応して楯板に薄い鉄板が張られることもあったとされる。武装も陸上の持ち運びに適さない大鉄砲や大砲が配備され、強力な火力で他艦を圧倒した。
信松院には、安土桃山時代に制作された1/25の大きさの安宅船と関船の木製雛型（模型）が奉納されている。これらは現在、東京都の文化財に指定されている。

## 歴史

### 室町時代以前
日本では、古代には諸手船（もろたぶね）と呼ばれる小型の手漕ぎ船が軍事用に使われていたことが記録にあり、のちの安宅船などの軍船の起源と考えられる。中世の前半には海上で活動する軍事勢力が活躍するようになるが、水軍専用に建造された軍船はなく、漁船や商船を陸戦で用いられる楯板で臨時に武装したものを使用していた。
本格的な軍船の登場は室町時代中期以降のことであり、戦国時代に入ると、戦国大名による水軍の組織化が進むのと歩をあわせるようにして、毛利氏、武田氏、後北条氏などの有力な大名は少数ながらも配下の水軍に安宅と呼ばれるような大型の軍船を建造させるようになった。
1573年、織田信長は自領の内海となった琵琶湖で長さ三十間（約55m）、百挺立ての大型船を建造した。同年、この大船は坂本から湖北の高嶋に出陣し、木戸城、田中城を落城させている。

### 安土・桃山時代

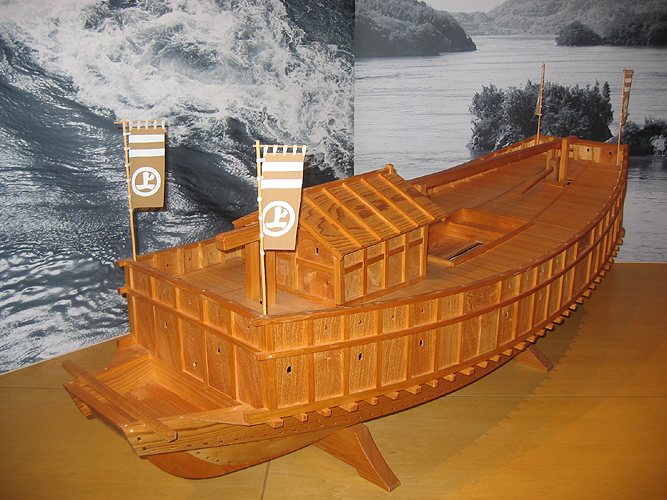
村上水軍の安宅船模型

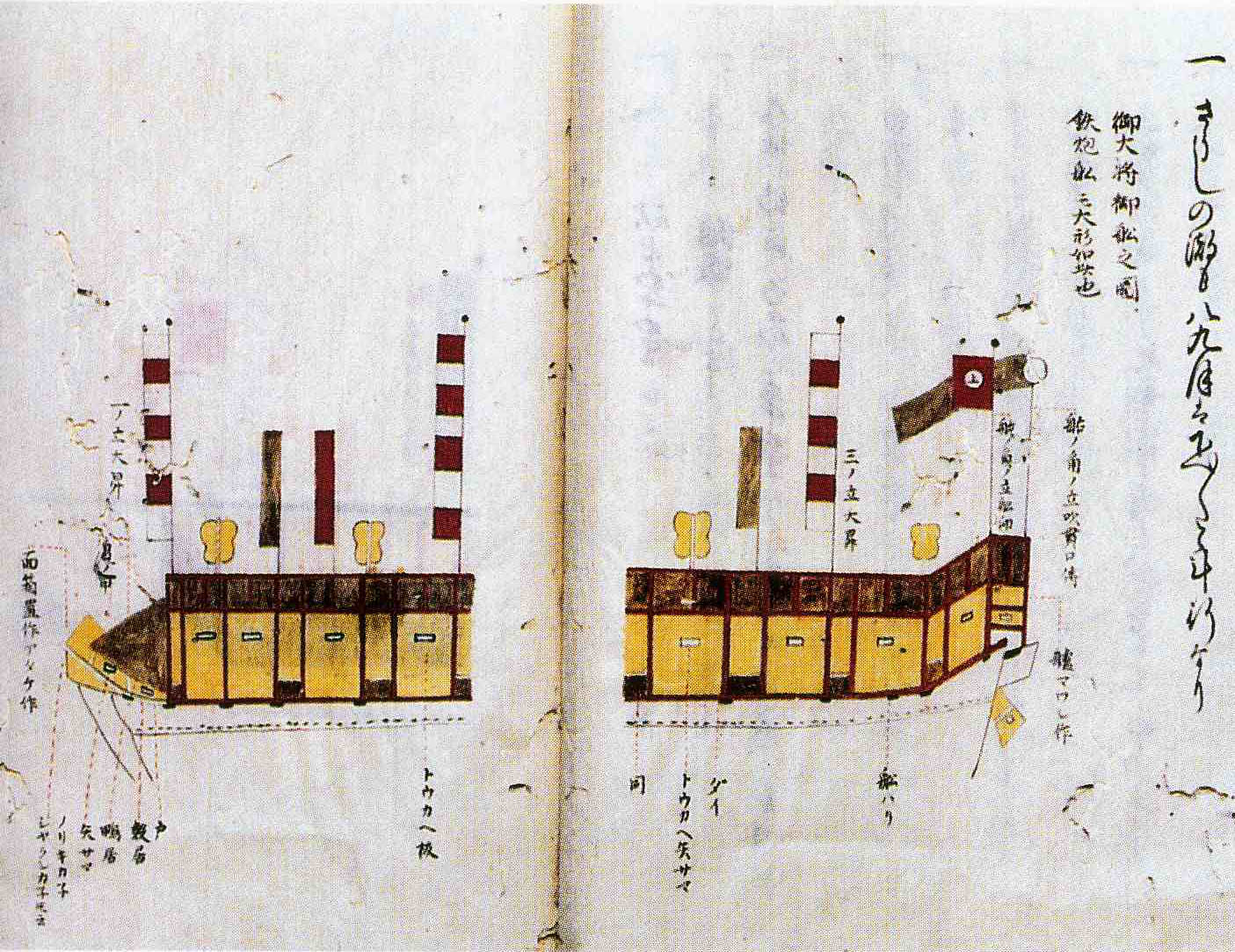
能島水軍の安宅船絵図

1578年には信長の命により、九鬼水軍を率いる部将九鬼嘉隆が黒い大船6隻を、滝川一益が白い大船1隻を建造している。その規模は、その噂を聞いて書き残した興福寺の僧侶の記録（『多聞院日記』）によれば横七間（幅約12.6m）、竪十二、三間（長さ約24m）とされるが、これに対して、『信長公記』の伝本のうち尊経閣文庫所蔵の一本（外題『安土日記』、江戸時代の写本）では、九鬼嘉隆が建造した六艘について、巻十一に「長さ十八間、横六間」と記載されていることから、長さ十二、三間､幅七間という寸法は、長さ十八間､幅六間に訂正する必要があるのではないかと指摘されている。また鉄張りであったという。鉄張りにしたのは毛利氏の水軍が装備する火器の攻撃による類焼を防ぐためと考えられ、当時の軍船としては世界的にみても珍しい。これが有名な信長の「鉄甲船」である。更に、この大安宅船を実見した宣教師グネッキ・ソルディ・オルガンティノの証言によれば、各船は3門の大砲と無数の大鉄砲で装備していたといい、6月20日に伊勢から出航して雑賀衆や淡輪の水軍と戦い、大阪湾に回航し、9月30日に堺湊で艦船式、11月6日に木津川口で九鬼嘉隆の6隻が毛利氏の村上水軍や塩飽水軍と海戦を行い勝利している（第二次木津川口の戦い）。
1584年の蟹江城合戦では、九鬼嘉隆は伊勢白子浦から蟹江浦に滝川一益の兵3千人を揚陸させているが、同月19日の海戦に敗れて嘉隆は大船を捨て小舟で沖に逃れている。この時の嘉隆の大船は、「大宮丸」、「日本丸」と伝わる。
1591年に始まる豊臣秀吉の朝鮮出兵（文禄・慶長の役）では軍需物資や兵員を輸送し、兵站を維持するために大量の輸送船が西国の大名によって建造された。これらの輸送用の船舶とは別に、緒戦期に朝鮮水軍の襲撃で被害が出ると日本側も水上戦闘用に水軍の集中と整備を開始し、『太閤記』などの記述によれば石高十万石につき大船（安宅船）二隻を準備させたという。その結果、慶長の役では日本水軍が活躍することとなった。また、この役のために九鬼嘉隆が建造した「鬼宿」は長さ百尺（約30m）、櫓百挺で、漕ぎ手と戦闘員をあわせて180名が乗り込むことができた巨船で、豊臣秀吉の命名によって「日本丸」と改名されたことで知られ、安骨浦海戦では敵の襲撃を強靱な船体で受け止め、脱出に成功している（大きさについては異説あり）。また、山内一豊に宛てた手紙では、「船長十八間（約32m）、幅六間（約11m）」と規定した軍船の建造を命じている。

### 江戸時代

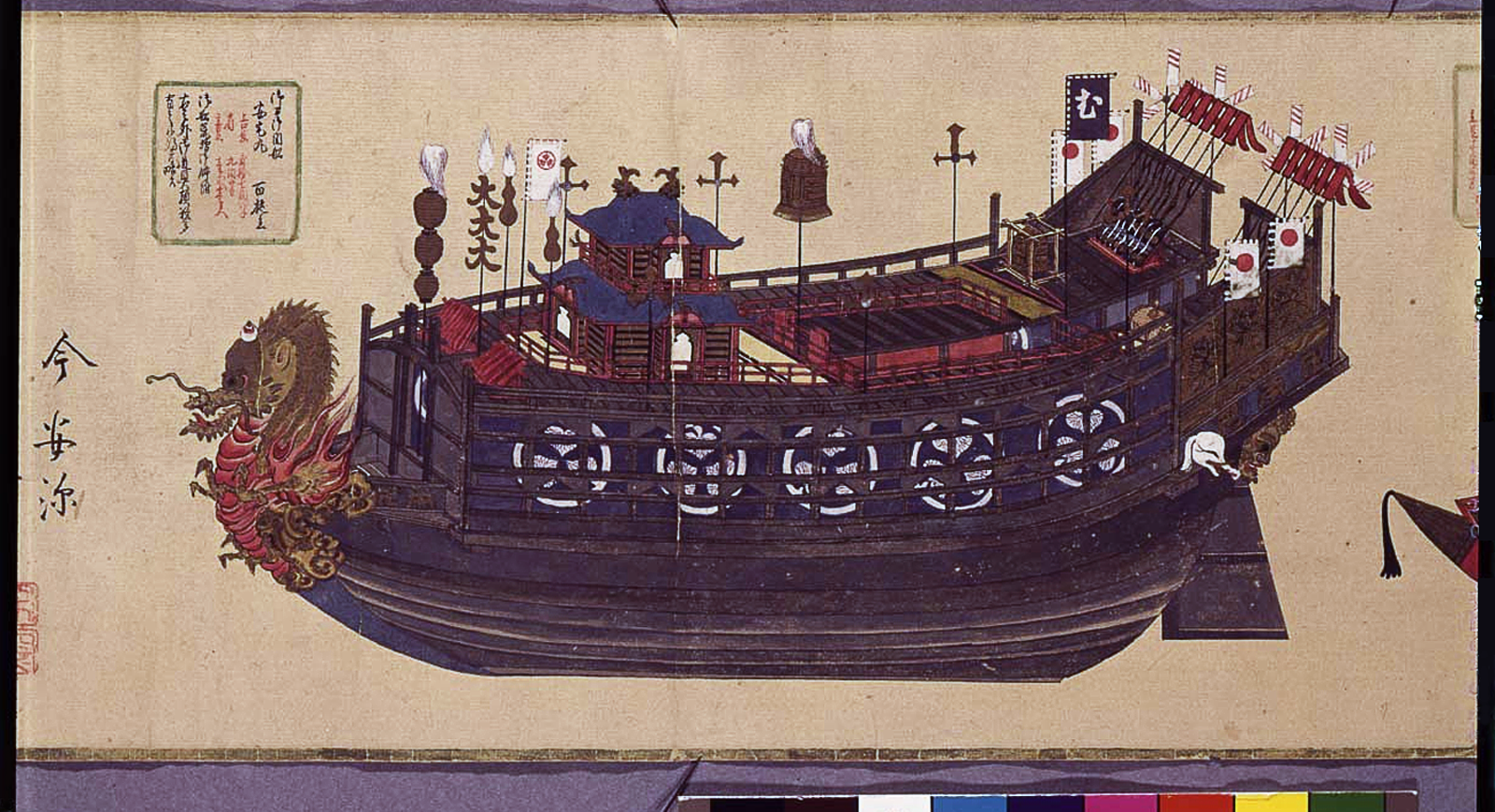
徳川幕府御座船『安宅丸』。伝統的な和船構造ではなく竜骨を持つ和洋折衷船であり、典型的な安宅船ではない。

1600年の関ヶ原の戦いを経て江戸時代初期には、日本の各地で次々に巨城が築城された軍事的な緊張の時代を反映して九鬼氏をはじめ西国の諸大名によって日本丸を上回る巨艦が次々に建造され、安宅船の発展はピークを迎えた。しかし1609年に江戸幕府は西国大名の水軍力の抑止をはかって500石積より上の軍船を没収している（大船建造の禁）。
1615年に大坂の陣が終わり平和の時代が訪れると安宅船の軍事的な必要性は薄れ、速力が遅く海上の取り締まりの役に立たない安宅船は廃れ始め、かわって諸藩の船手組（水軍）は快速の関船を大型化させて軍船の主力とするようになっていった。1635年には武家諸法度により全国の大名に500石積より上の軍船の保有が禁じられている。
江戸幕府は500石積より上の軍船保有を禁じたのと同年に、長さ三十尋（約55m）で3重の櫓をあげ、200挺の大櫓を水夫400人で漕ぐという史上最大の安宅船である安宅丸を完成させた。しかし、安宅丸は巨体のために航行に困難が伴い、隅田川の河口にほとんど係留されたまま留め置かれた末に1682年に解体され、和船最後の巨船ともなった。安宅船の消滅以降、幕府や諸藩が巡行や参勤交代に使う御座船を始めとした、関船主力の時代が幕末まで続く。そして幕末には西洋式海軍の建設が図られ、在来型の軍船の時代は終わり、安宅船は再び世に出ることは無かった。

## 著名な安宅船

### 室町時代
- 鉄甲船
- 大宮丸
- 日本丸
- 大坂丸

### 江戸時代
- 三国丸
- 安宅丸